# 沙岭墓群
沙岭墓群是一座北魏古墓葬，位于山西省大同市平城区南郊水泊寺乡沙岭村东北约500米。
2011年10月24日，沙岭壁画墓公布为大同市文物保护单位Ⅱ—2。2016年6月6日，沙岭墓群公布为第五批山西省文物保护单位，分类古墓葬，时代为北魏。2019年，沙岭墓群公布为第八批全国重点文物保护单位，编号8-0171-2-004。